# Triptyque de la famille Sedano
Le triptyque de la famille Sedano est un retable triptyque réalisé par le peintre primitif flamand Gérard David en peinture à l'huile sur panneau, généralement daté entre 1490 et 1498, probablement fini vers 1495. Il se distingue par son encadrement innovant et par son rendu du tapis oriental décoratif aux pieds de Marie.
Le triptyque a été acheté par le musée du Louvre en 1890.

## Contexte et description
L'œuvre a été commandée par le marchand castillan Jean de Sedano, et représente la Vierge à l'Enfant dans l'hortus conclusus (le jardin clos de Marie). Chaque panneau latéral montre un donateur agenouillé en prière accompagné d'un saint : Jean le Baptiste à gauche, Jean l'évangéliste à droite. Les panneaux sont unifiés par le paysage de fond continu de champs verts et un paysage marin bleu profond et serein. Lorsque les volets sont fermés, l'extérieur montre Adam et Ève, créant ainsi un contraste entre l'intérieur céleste et l'extérieur pécheur.

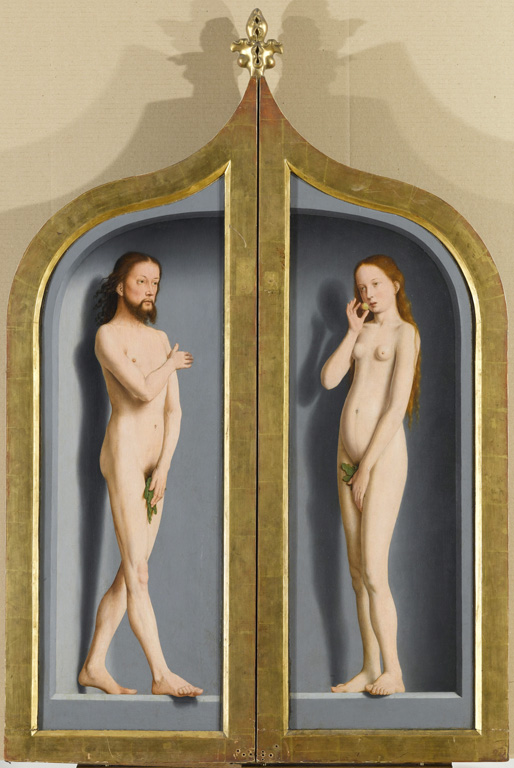
Revers avec Adam et Ève.

L'historienne de l'art Maryan Ainsworth note que l'imagerie dense du triptyque semble être « un mélange de caractéristiques de certains des arts néerlandais les plus remarquables des soixante dernières années », indiquant qu'il a été créé en réponse à la forte demande à travers l'Europe à l'époque pour les triptyques hollandais. Plus précisément, les personnages sont peints d'une manière similaire aux œuvres de Jan van Eyck, en particulier Adam et Ève, tandis que la conception et la composition globales paraissent dérivées de Hans Memling. Maryan Ainsworth du Metropolitan Museum of Art, y voit une décision consciente de l'artiste de s'aligner et de s'identifier sur un pied d'égalité avec les maîtres néerlandais.
En 1503, De Sedano rejoint la Confrérie du Saint-Sang, une secte vouée à la vénération d'une relique du XIIe siècle rapportée de Jérusalem. Le donateur apparaît agenouillé en prière dans le panneau de gauche, béni par Jean-Baptiste, avec son jeune fils à ses côtés. Son épouse beaucoup plus jeune est représentée dans le panneau de droite, présentée à la Vierge par Jean l'Évangéliste. L'année où il rejoignit la Confrérie, De Sedano chargea David de produire un tableau des Noces de Cana, tableau également conservé au musée du Louvre.